# Uladziszlav Szerhejevics Daviszkiba
Uladziszlav Szerhejevics Daviszkiba (cirill betűkkel: Уладзіслаў Сяргеевіч Давыскіба; Zslobin, 2001. március 31. –) fehérorosz röplabdázó. A Modena Volley és a fehérorosz válogatott csatáraként játszik.

## Fiatalkora
Daviszkiba Zslobinban született. Felesége, Hanna is röplabdázó.

## Karrier
Röplabdapályafutását a Budavnyik Minszk csapatában kezdte. A 2020–21-es szezonban az olasz Vero Volley Milano-hoz csatlakozott csatlakozott.
2022-ben  csapata bejutott a 2021–22-es CEV Cup döntőjébe, és győztesen került ki a Tours VB elleni meccsekből. Daviszkiba érdemelte ki a legértékesebb játékos díjat a Tours-ban rendezett visszavágó mérkőzésen.

## Fordítás
Ez a szócikk részben vagy egészben  az   Uladzislau Davyskiba című angol Wikipédia-szócikk ezen változatának fordításán alapul.  Az eredeti cikk szerkesztőit annak laptörténete sorolja fel. Ez a jelzés csupán a megfogalmazás eredetét és a szerzői jogokat jelzi, nem szolgál a cikkben szereplő információk forrásmegjelöléseként.